# Kaiserschmarrn

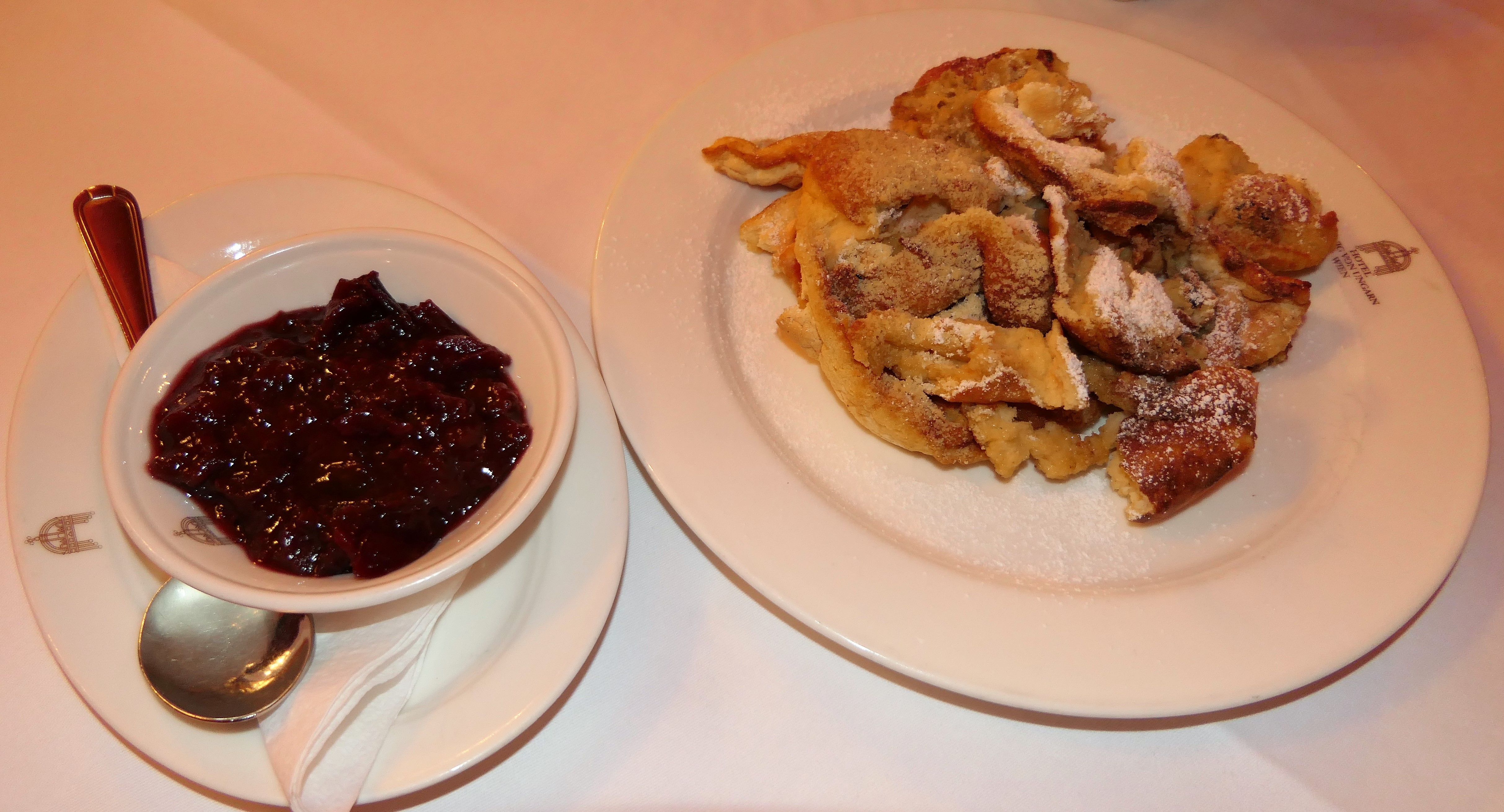
Kaiserschmarrn mit Zwetschkenröster

Der Kaiserschmarrn (auch: Kaiserschmarren, ungarisch Császármorzsa, tschechisch Císařský trhanec, slowenisch Cesarski praženec) ist eine verfeinerte Form des Schmarrns, der in seiner Zubereitung dem Palatschinkenteig ähnelt und zu den bekanntesten Süßspeisen der österreichischen Küche zählt. Der Name leitet sich von Kaiser Franz Joseph I. ab.

## Legenden zur Wortherkunft
- Die Süßspeise wurde erstmals 1854 der österreichischen Kaiserin Elisabeth serviert, dabei soll sie beim Anrichten versehentlich zerrissen sein, dies wurde später zu ihrem besonderen Merkmal. Erst danach wurde die Süßspeise für Kaiser Franz Joseph I. „umgewidmet“ und Kaiserschmarrn genannt.[1]
- Als ein Hofküchen-Pâtissier, der für die notorisch linienbewusste Kaiserin Elisabeth gerne besonders leichte Desserts kreierte, mit einer neuen Komposition aus Omelettenteig und Zwetschkenröster in der kulinarischen Gunst der Kaiserin gar nicht zu landen vermochte, sprang seine Majestät in die Bresche und aß die Portion der Kaiserin mit den Worten „Na geb’ er mir halt den Schmarren her, den unser Leopold da wieder z’sammenkocht hat“ auf.[2][3] In einer Variante der Legende wurde das Gericht, das demnach bereits anlässlich der Hochzeit von Franz Joseph und Elisabeth 1854 kreiert und der neuen Kaiserin gewidmet wurde, von den Köchen zunächst „Kaiserinschmarrn“ getauft; es habe aber dem Kaiser besser zugesagt und wurde dementsprechend umbenannt.[4]
- Der Senn (in Österreich auch „Kaser“ genannt) einer Hütte, auf der eine der kaiserlichen Jagden endete, setzte dem Kaiser einen „Kaserschmarrn“ vor, von welchem der Kaiser dermaßen begeistert gewesen sein soll, dass er das Gericht kurzerhand in „Kaiserschmarrn“ umtaufte.[2][3]
- Es könnte sich auch um einen bäuerlichen Hausschmarren, also einen „Schmarren a la casa“ handeln, aus dem (möglicherweise in Zusammenhang mit dem im Italienischen Casa d’Austria genannten Haus Habsburg) der Kaiserschmarrn geworden ist.[2][3]

Laut dem ehemaligen Hofbediensteten Josef Cachée hat der Kaiser den Kaiserschmarrn auf seinen Jagdgesellschaften durchaus zu schätzen gewusst.

## Zubereitung

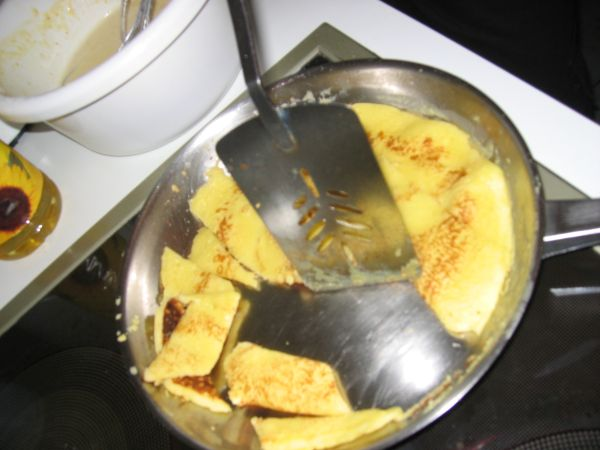
Zerteilen des Kaiserschmarrns in der Pfanne

Der aus Mehl, Milch, Eiern und etwas Zucker und Salz zubereitete Teig wird in einer Pfanne auf mittlerer Hitze in Butter gebacken, bis die Unterseite fest ist. Dann wird er mit einem Kochlöffel oder einem Pfannenwender zerteilt und wiederholt vorsichtig gewendet, bis er fertig ist. Er wird mit Staubzucker bestreut und traditionell mit Zwetschkenröster, heute sonst auch sehr häufig mit Apfelmus, serviert. Kaiserschmarrn gibt es in zahllosen Varianten, wie karamellisiert, mit Rosinen oder Mandeln.
Eine etwas aufwendigere Zubereitung erfolgt durch Abtrennung des Eiklars, das zu Eischnee geschlagen und unter den Teig gehoben wird. Dadurch wird der Kaiserschmarrn lockerer.
Je nach Zutaten und Beilagen kann man auch in weitere Varianten unterteilen:
- Kirsch-, Mirabellen-, Weichsel-, Apfelschmarrn
- Nussschmarrn,
- Sauerrahmschmarrn usw.

Dem Kaiserschmarrn sehr ähnlich ist der Semmelschmarrn. Dieser wird aus in Milch eingeweichten, geschnittenen Semmeln (Brötchen) und Eiern zubereitet.
Eine weitere Variation ist der 
Topfenkaiserschmarrn.
In der Zeit von Österreich-Ungarn verbreitete sich das Gericht in der gesamten Monarchie.

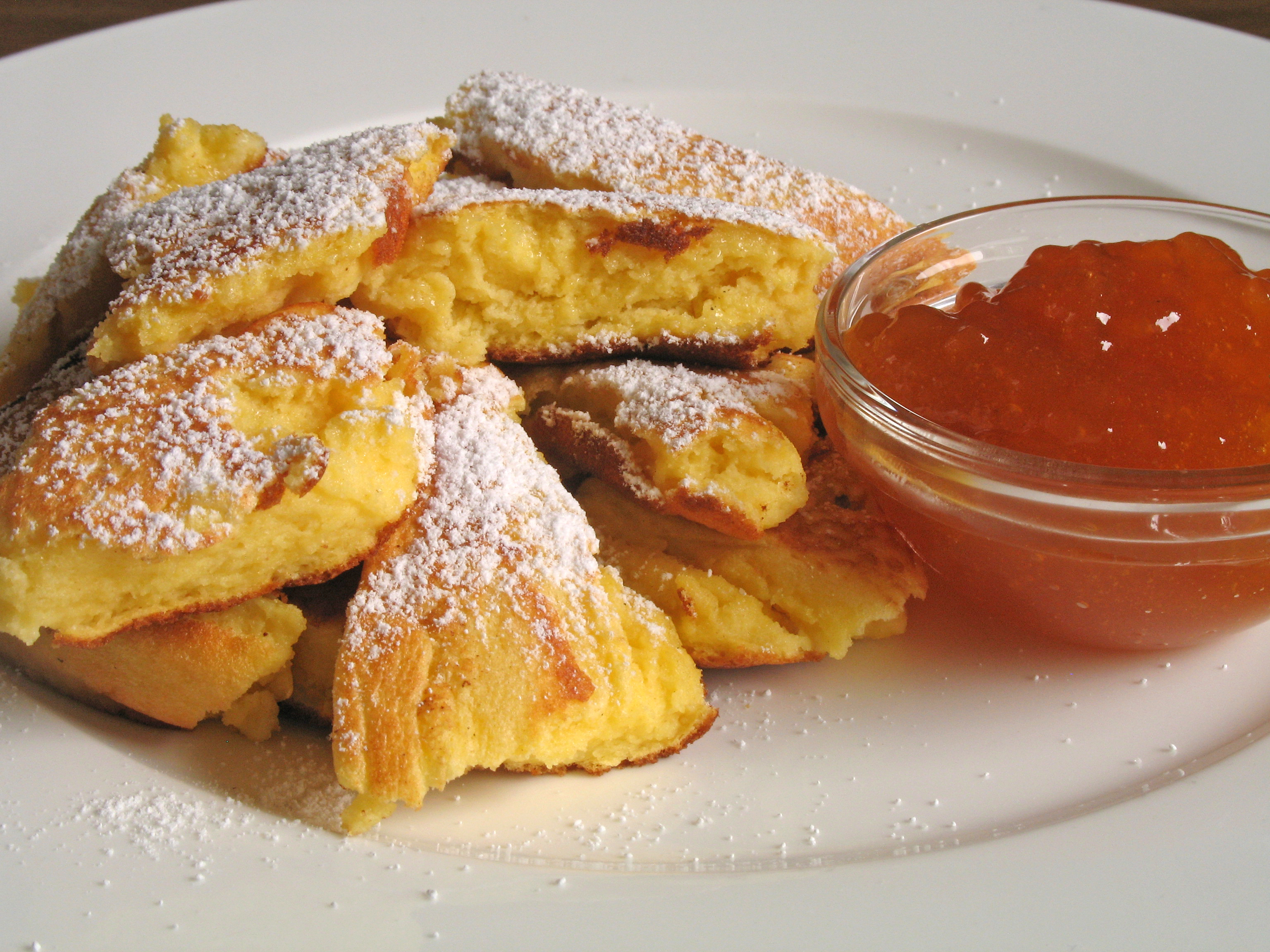
Lockerer Kaiserschmarrn durch Zugabe von Eischnee
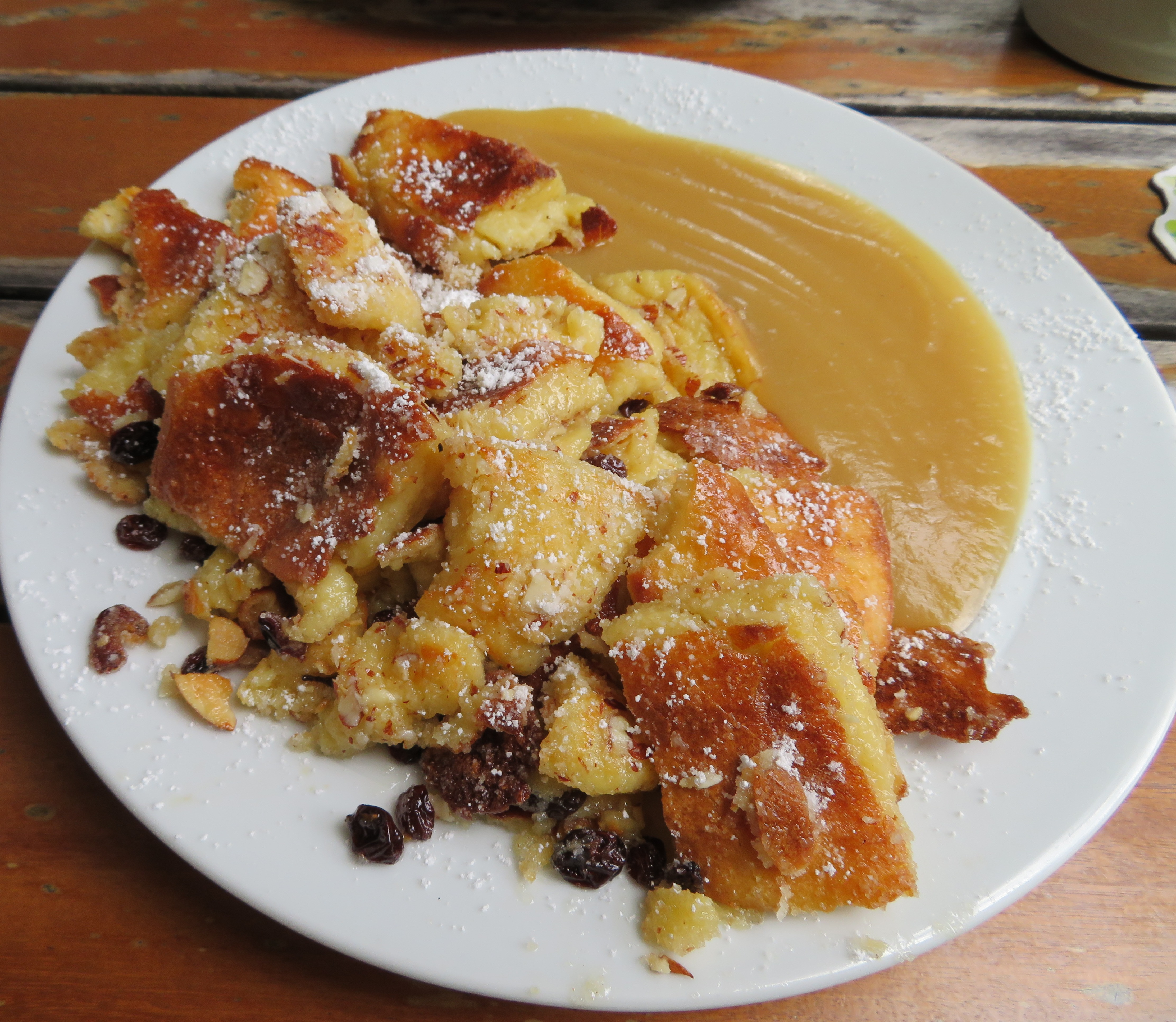
Kaiserschmarrn mit Apfelmus als Beilage
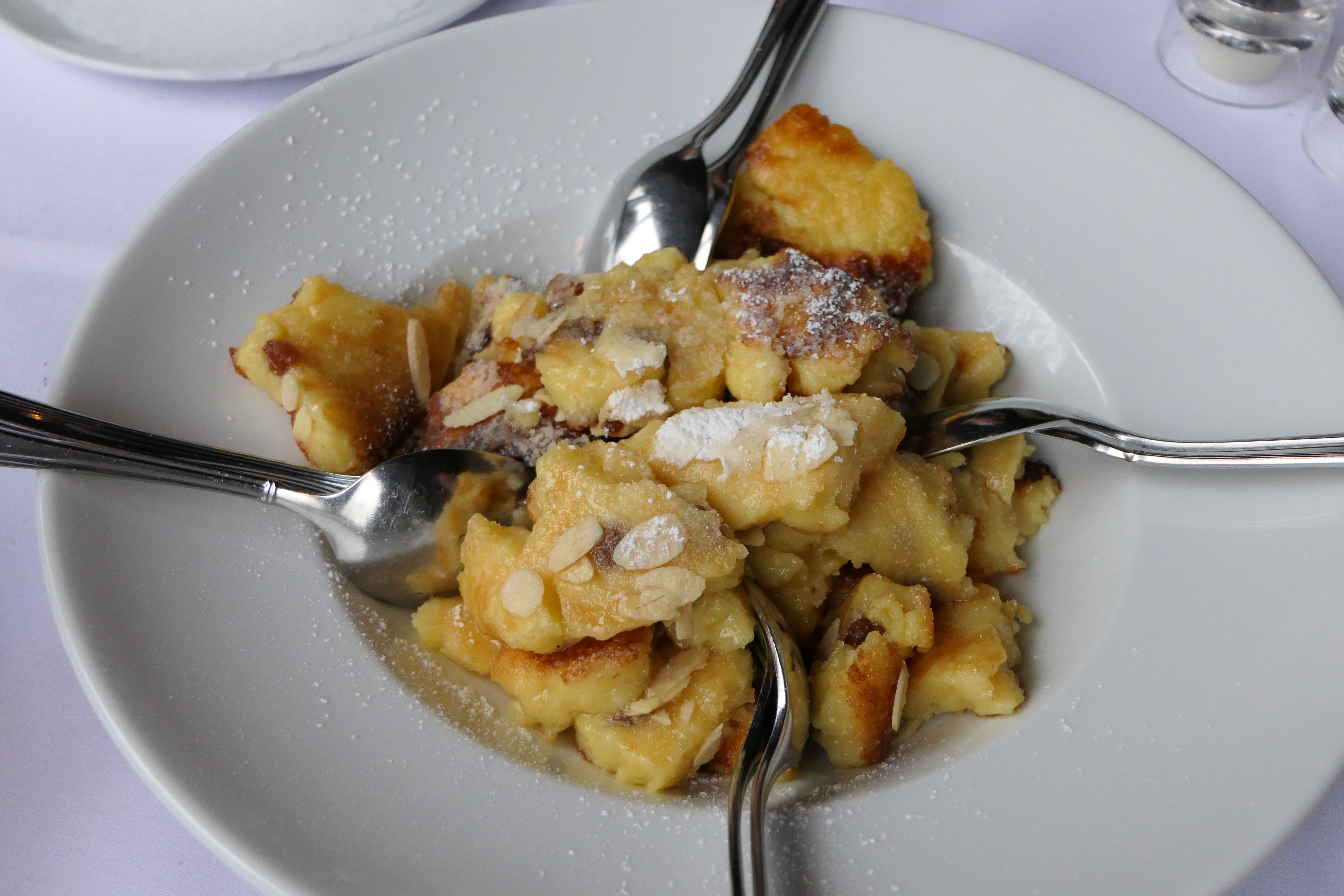
Kaiserschmarrn mit Mandelsplittern
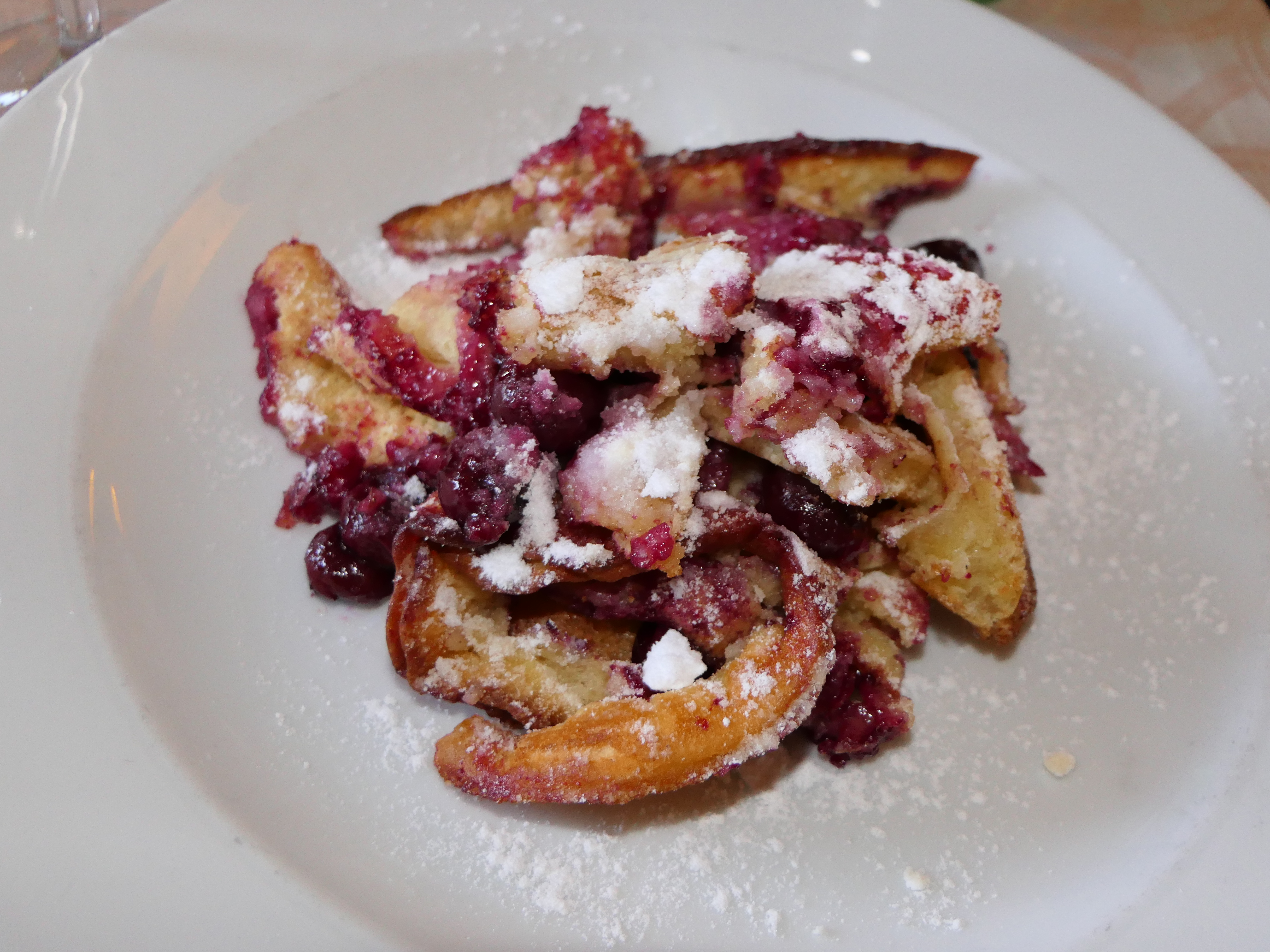
Kaiserschmarrn mit Weichseln